# Manuel Pasqual
Manuel Pasqual, né le 13 mars 1982 à San Donà di Piave, d'origine espagnole est un ancien footballeur international italien évoluant au Empoli FC.

## Carrière
- 1999-2000 : Derthona FC -  Italie
- 2000-2001 : Pordenone Calcio -  Italie
- 2001-2002 : Trévise FC -  Italie
- 2002-2005 : AC Arezzo -  Italie
- 2005-2016 : ACF Fiorentina -  Italie
- 2016-2019 : Empoli FC -  Italie

## Palmarès
- 11 sélections en équipe d'Italie depuis 2006.